# Greifswalder FC
Greifswalder FC is een Duitse voetbalclub uit Greifswald, in de noordoostelijke deelstaat Mecklenburg-Voor-Pommeren. De vereniging werd in 2015 opgericht en speelt de thuiswedstrijden in het Volksstadion. De traditionele kleuren kleuren zijn rood en wit. 

## Geschiedenis
De vereniging ontstond toen Greifswalder SV 04 en FC Pommern Greifswald in 2015 fuseerden. Eerstgenoemde vereniging was al een officieuze opvolger van Greifswalder SC. 
Hoewel Greifswalder FC in de Regionalliga op het vierde niveau speelt, is het na Hansa Rostock de hoogst spelende voetbalvereniging in de deelstaat. 